# タリチ
タリチ(モンゴル語: Taliči,? - ?)とは、モンゴル帝国に仕えた将軍の一人で、カンクリ部の出身。『元史』などの漢文史料における漢字表記は塔里赤（tǎlǐchì）。

## 概要
タリチの父也里里白はモンゴル帝国の創始者チンギス・カンに仕えて帳前総校とされた人物で、洛陽を訪れたときに唐の白居易の旧家を得て以来、そこを家としていた。
タリチは幼い頃から読書を好み騎射を得意とするなど優秀で、長じて父の地位を受け継ぎ、第5代皇帝クビライに仕えるようになった。時に華北ではモンゴル軍の軍馬が一般民戸の土地を荒らすことが問題となっており、問題調査の命を受けたタリチは現地調査をした上で軍・民の領域を確定して問題を解決したため、クビライからその才を注目されるようになった。襄陽・樊城の戦いにおいて、タリチは自ら兵を率い敵軍の弓矢・投石をかいくぐって城に突撃し、襄陽・樊城の攻略に貢献した。襄陽・樊城の攻略後、南宋遠征の総司令バヤン丞相に従って長江を渡り、南宋の首都臨安を占領した。その後、タリチは臨安より逃れた南宋朝廷の追撃に派遣され、福建地方にまで至って都統の陳宗栄を投降させ、功績により福建招討使に任じられた。
南宋の平定後、混乱する旧南宋領では盗賊が横行し、福建地方では陳吊眼なる盗賊が5万の配下を抱えて漳州を陥落させるに至った。そこで陳吊眼討伐のためにタリチが閩広大都督・征南都元帥に任じられ、タリチは漳州を平定して陳吊眼を生け捕りにし、市で公開処刑としたため、盗賊の勢力は弱まった。また、ベトナム陳朝との戦いでは黄聖許等を破ったため、功績により鎮国上将軍・三珠虎符・広西両江道宣慰使都元帥とされた。その後、福建宣慰使、浙東宣慰使を歴任したが、病により亡くなった。
息子は2人おり、長男のトク・テムルは邵武汀州新軍万戸府ダルガチに、次男の万奴は広西宣慰使都元帥にそれぞれなった。